# 3×3
Albums de Genesis
Abacab
(1981) Genesis
(1983)
Singles
1. Paperlate
Sortie : 15 mai 1982

3×3 (Three By Three) est un EP du groupe britannique de rock Genesis, sorti en 1982 sur le label Charisma Records.

## Présentation
3×3 contient trois titres préalablement écrits pour l'album studio Abacab (1981) mais qui ne sont finalement pas retenus dans la liste finale de cet album.
Aux États-Unis, ses titres sont inclus dans l'édition internationale de l'album live Three Sides Live sorti en 1982.
La pochette est inspirée de celle de l'album Twist and Shout des Beatles et, pour Phil Collins, elle est une parodie qui n'a pas été comprise à l'époque.
Le titre est une allusion au fait que le mini-album contient 3 morceaux et soit joué par 3 musiciens, en écho à l'album Five by Five des Rolling Stones.
3×3 atteint la 10e place du UK Singles Chart.
Le single Paperlate atteint la 32e place dans le classement du Billboard Hot 100 et finit no 2 du classement Billboard Mainstream Rock Tracks.

## Critiques
Pour le critique Marco Stivel, le meilleur titre est You Might Recall, qui est un des morceaux les plus efficaces de l'époque Abacab. La réception globale de cet EP est assez mitigée.

## Liste des titres
Toutes les chansons sont écrites et composées par Tony Banks, Phil Collins et Mike Rutherford.
| A1. | Paperlate        | 3:23 |
| A2. | You Might Recall | 5:33 |

| Face B | Face B        | Face B | Face B | Face B | Face B | Face B | Face B | Face B | Face B |
| No     | Titre         | Durée  |        |        |        |        |        |        |        |
| ------ | ------------- | ------ | ------ | ------ | ------ | ------ | ------ | ------ | ------ |
| B.     | Me and Virgil | 6:17   |        |        |        |        |        |        |        |
| 15:13  |               |        |        |        |        |        |        |        |        |

## Crédits

### Membres du groupe
- Phil Collins : batterie, chant
- Tony Banks : claviers
- Mike Rutherford : basse, guitares

Musicien additionnel
- Phenix Horns, de Earth, Wind and Fire : section de cuivres (sur Paperlate)

### Équipes technique et production
- Production : Genesis
- Ingénierie : Geoff Callingham, Hugh Padgham
- Photographie de la pochette : Gered Mankowitz